# Resavská jeskyně
Resavská jeskyně (srbsky Ресавска пећина, Resavska pećina) se nachází poblíž Jelovace ve východním Srbsku, asi 20 kilometrů směrem na východ od města Despotovac. Je to největší jeskynní systém v Srbsku, složený ze 3 kilometrů podzemních chodeb. Jeskyně se nachází na území chráněné oblasti Lisine.

## Historie
Jeskyně byla objevena náhodou v roce 1962 místními pastevci. Následně byl uskutečněn průzkum systému, který trval 10 let a po jehož skončení byla jeskyně dne 22. dubna 1972 slavnostně zpřístupněna. V počátečních letech jejího provozu ji navštívilo ročně přes sto tisíc lidí. Veřejnosti je otevřených 800 m z celkem 2800 m prozkoumaných chodeb, celkem dvě jeskynní patra ze tří. Nadmořská výška jednotlivých chodeb se pohybuje od 480 do 400 m n. m.

## Turismus
V roce 2016 ji navštívilo 52 tisíc lidí. O rok později byl v její blízkosti vybudován Adrenalin park jako turistická atrakce. I v současné době patří mezi jednu z hlavních turistických atrakcí Srbska.

## Galerie

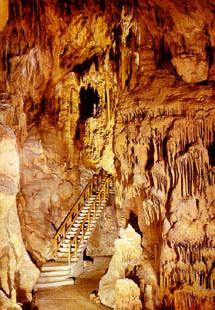
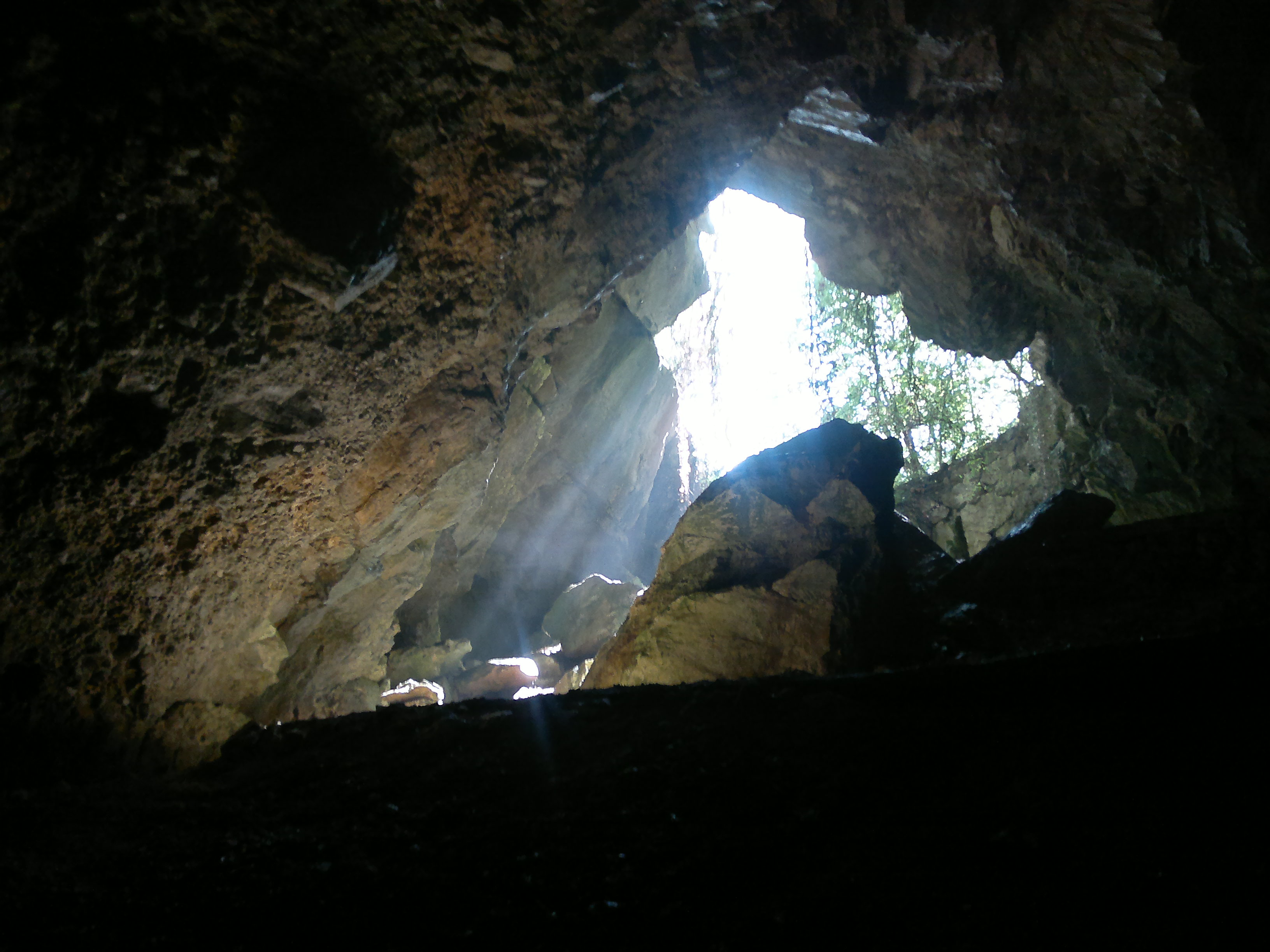
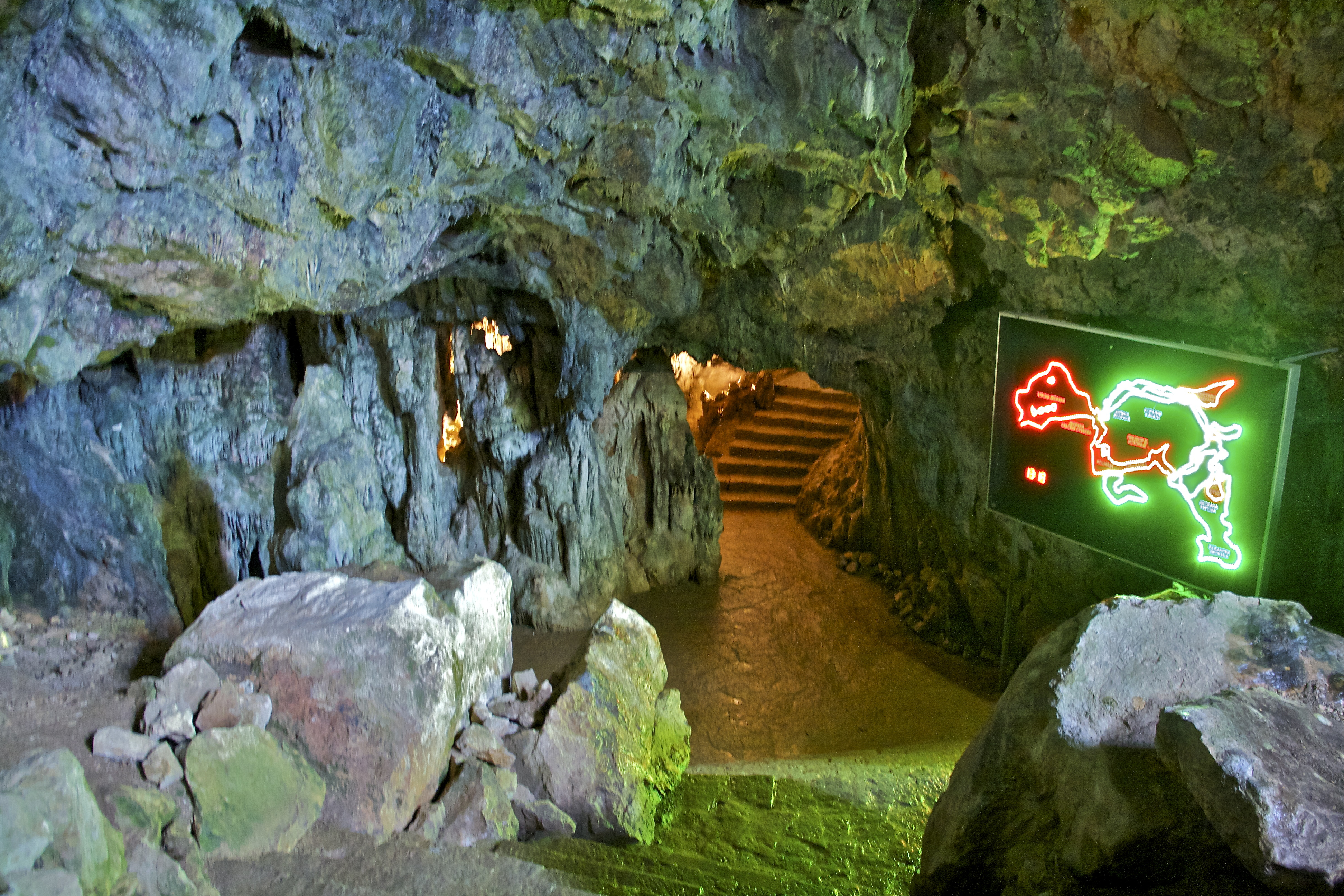
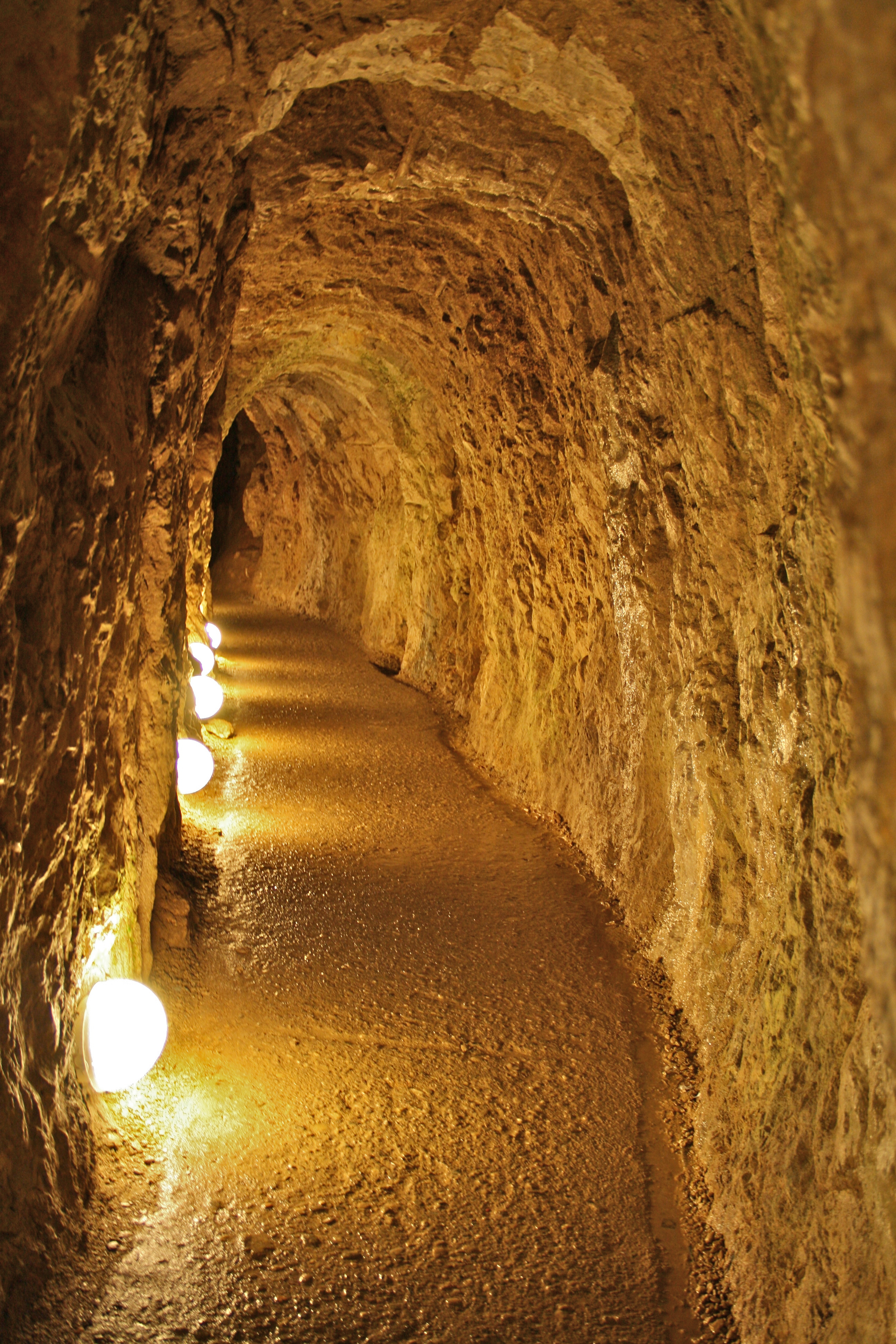
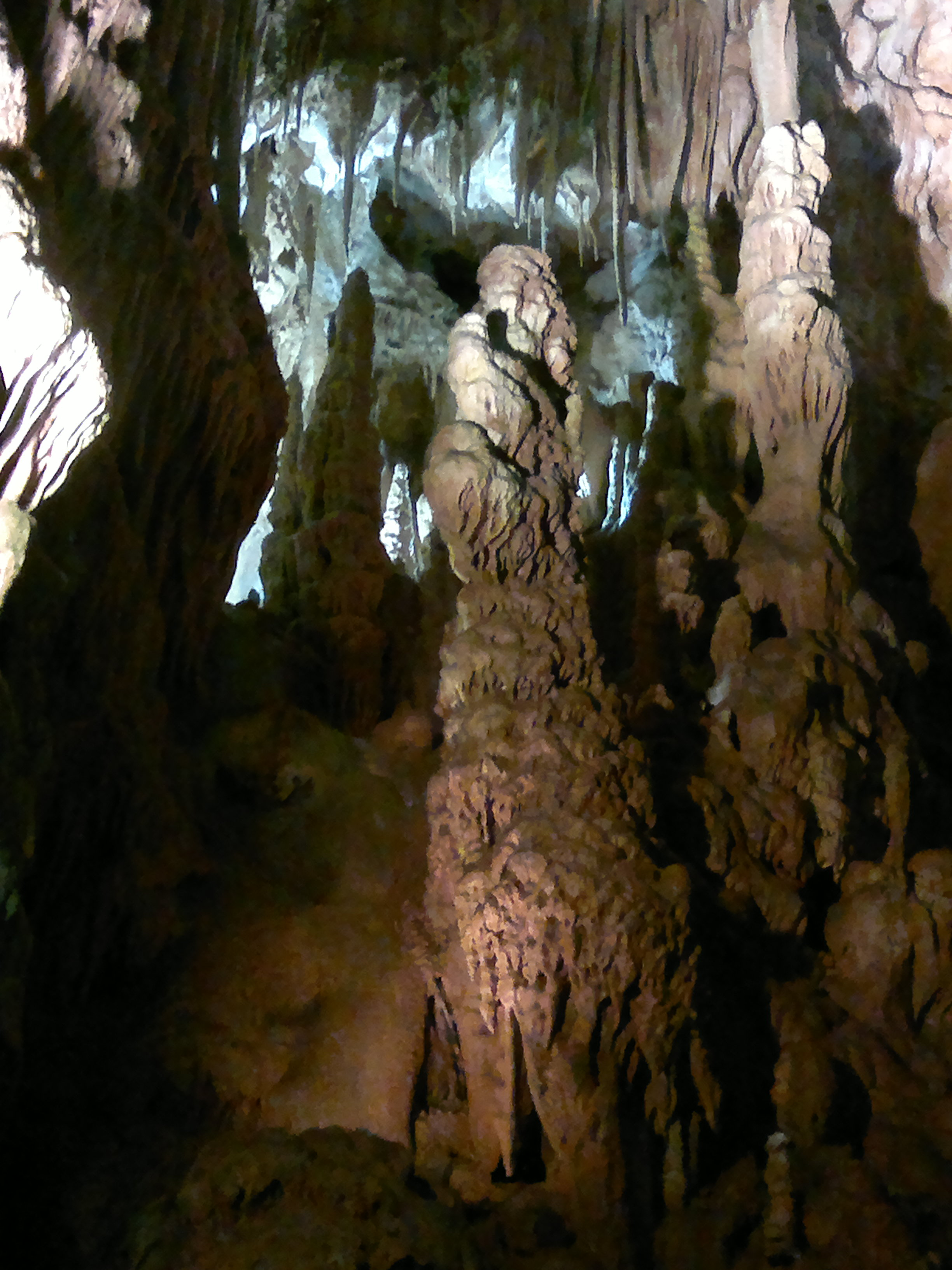
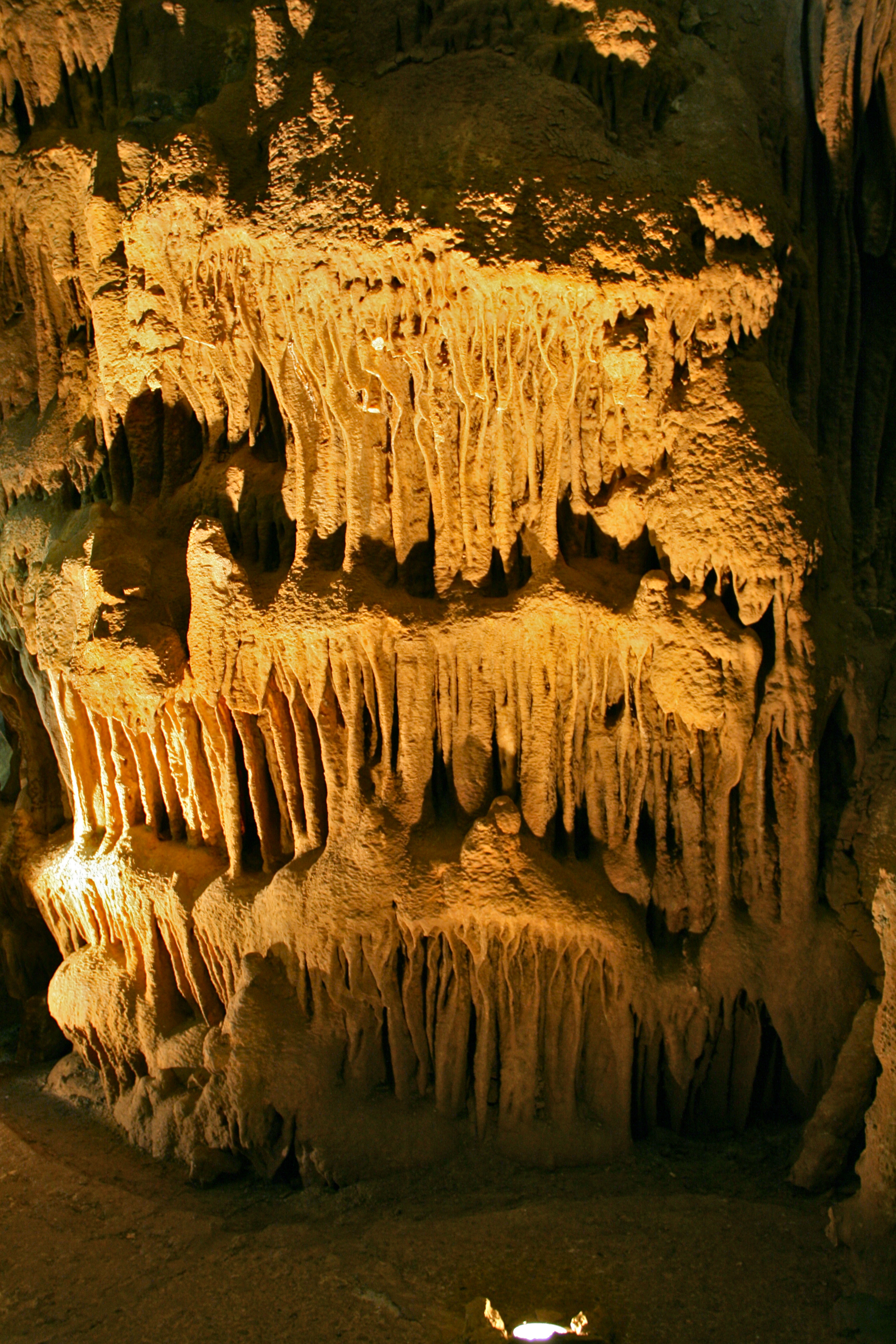